# XCOM系列
「《XCOM》系列」（原题《X-COM》）是科幻题材电子游戏系列，情节围绕击退外星人的军事组织展开。
系列首作《UFO: Enemy Unknown》（又名《X-COM: UFO Defense》）于1994年发行。1995年MicroProse注册「X-COM」商标，此后又有《X-COM: Terror from the Deep》（1995年）、《X-COM: Apocalypse》（1997年）、《X-COM: Interceptor》（1998年）、《X-COM: First Alien Invasion》（1999年）、《X-COM: Enforcer》（2001年）等作品面世。
2005年，「X-COM」商标流入Take-Two Interactive手中。2012年以来，Take-Two旗下的2K Games发行了多款重启作品，包括《XCOM: Enemy Unknown》（2012年）、《The Bureau: XCOM Declassified》（2013年）、《XCOM 2》（2016年）、《XCOM: Chimera Squad》（2020年）、《XCOM: Legends》（2021年）。